# Севиньяк (Атлантические Пиренеи)
Севинья́к (фр. Sévignacq) — коммуна во Франции, находится в регионе Аквитания. Департамент — Атлантические Пиренеи. Входит в состав кантона Тер-де-Люи и Кото-дю-Вик-Бий. Округ коммуны — По.
Код INSEE коммуны — 64523.

## География

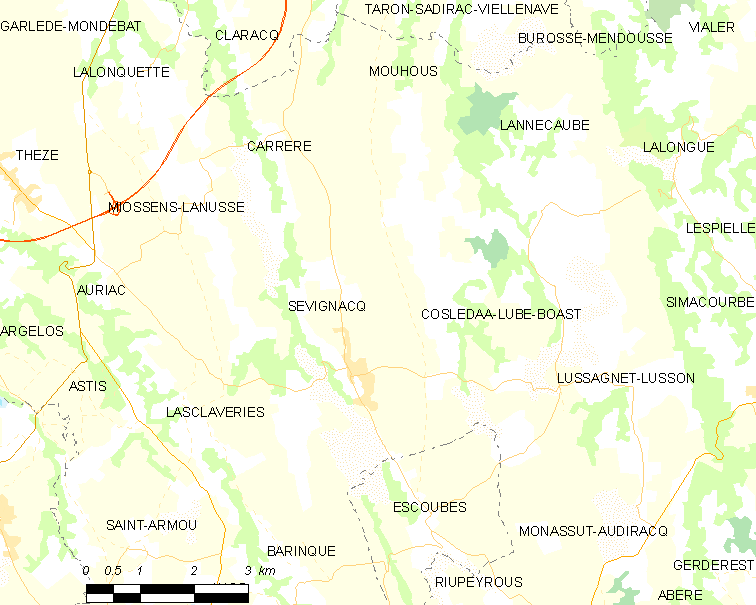
Карта коммуны

Коммуна расположена приблизительно в 640 км к югу от Парижа, в 160 км южнее Бордо, в 18 км к северу от По.
На западе коммуны протекает река Габас.

### Климат
Климат тёплый океанический. Зима мягкая, средняя температура января — от +5°С до +13°С, температуры ниже −10 °C бывают редко. Снег выпадает около 15 дней в году с ноября по апрель. Максимальная температура летом порядка 20-30 °C, выше 35 °C бывает очень редко. Количество осадков высокое, порядка 1100 мм в год. Характерна безветренная погода, сильные ветры очень редки.

## Население
Население коммуны на 2010 год составляло 695 человек.
| 1962 | 1968 | 1975 | 1982 | 1990 | 1999 | 2010 |
| ---- | ---- | ---- | ---- | ---- | ---- | ---- |
| 610  | 578  | 580  | 558  | 532  | 606  | 695  |

## Администрация
| Период | Период | Фамилия       | Партия | Примечания |
| ------ | ------ | ------------- | ------ | ---------- |
| 1989   | 2001   | Жан Клед      |        |            |
| 2001   | 2020   | Мишель Кюйобе |        |            |

## Экономика
В 2010 году среди 416 человек трудоспособного возраста (15-64 лет) 333 были экономически активными, 83 — неактивными (показатель активности — 80,0 %, в 1999 году было 73,2 %). Из 333 активных жителей работали 316 человек (167 мужчин и 149 женщин), безработных было 17 (8 мужчин и 9 женщин). Среди 83 неактивных 29 человек были учениками или студентами, 39 — пенсионерами, 15 были неактивными по другим причинам.

## Достопримечательности
- Церковь Св. Петра (XI век). Исторический памятник с 2004 года[4]
- Замок Батай (XVIII век)[5]